# Beuerbach
Beuerbach is een plaats in de Duitse gemeente Hünstetten, deelstaat Hessen, en telt 1176 inwoners.